# إدي بيكر
إدي بيكر (بالإنجليزية: Eddie Baker) مواليد 17 نوفمبر 1897 في ديفيس - الوفاة 4 فبراير 1968 في هوليوود، هو ممثل أمريكي بدأ مسيرته الفنية سنة 1917. شارك في قرابة 177 فلما. امتدت مسيرته الفنية لأكثر من 48 عاما. من أعماله هوية مجهولة.

## روابط خارجية
- إدي بيكر على موقع IMDb (الإنجليزية)
- إدي بيكر على موقع ألو سيني (الفرنسية)
- إدي بيكر على موقع أول موفي (الإنجليزية)
- إدي بيكر على موقع قاعدة بيانات الأفلام السويدية (السويدية)
- إدي بيكر على موقع قاعدة بيانات الفيلم (الإنجليزية)
- إدي بيكر على موقع كينوبويسك (الروسية)